# 哥倫比亞鎮區 (密歇根州傑克遜縣)
哥倫比亞鎮區（英語：Columbia Township）是位於美國密歇根州傑克遜縣的一個行政鎮區。

## 地方資料
哥倫比亞鎮區的面積為102.60平方千米，當中陸地面積為94.90平方千米，而水域面積為7.70平方千米。根據2020年美國人口普查的數據，當地共有人口7392人，而人口密度為每平方千米72.05人。